# Umweltpreis für Kinder- und Jugendliteratur
Der Umweltpreis für Kinder- und Jugendliteratur wird vom Wildpark-MV (ehemals Natur- und Umweltpark Güstrow) gestiftet; Schirmherr ist der Umweltminister des Landes Mecklenburg-Vorpommern. Der Preis ist mit 5000 Euro dotiert und wird seit 2001 alle zwei Jahre für Bücher vergeben,
"die einen herausragenden Beitrag zur Entwicklung eines verantwortungsbewussten Natur- und Umweltverhaltens bei Kindern und Jugendlichen leisten." Die Kategorien Sachbuch, Kinder- und Jugendbuch sowie Bilderbuch wechseln sich dabei ab.

## Preisträger
- 2001 Michael Scott (Großbritannien, Schottland) für „Die Natur“ (Sachbuch), Beltz & Gelberg
- 2003 Jonas Torsten Krüger für „Das Geheimnis der Dünen“ (Kinder- und Jugendbuch), Verlag Carl Ueberreuter
- 2005 Marko Simsa / Hans-Günther Döring (Österreich) für „Filipp Frosch und das Geheimnis des Wassers“ (Bilderbuch), Annette Betz Verlag
- 2007 Reinhard Witt und Helge Nyncke für „Wir entdecken die Natur - Naturführer für Kinder“ (Sachbuch), Ravensburger Verlag
- 2009 Benigna Werthen für  „Elin und das Geheimnis des Waldes“  (Kinder- und Jugendbuch), Quermarken Verlag
- 2011 Philippe Salembier für  „Komm mit ins Tierreich“ (Bilderbuch), Nebel-Verlag
- 2013 Dr. Christine Schlitt für  „Geniale Einfälle der Natur - Der Bionik auf der Spur“ (Sachbuch), Brockhaus Verlag
- 2015 Gill Lewis für  „Die Spur des Mondbären“ (Kinder- und Jugendbuch), Deutscher Taschenbuch Verlag
- 2017 Monika Finsterbusch & Burkhard Nuppeney für „Pipa Lupina – Wohin mit dem Krimskrams?“ (Bilderbuch), Coppenrath Verlag
- 2019 Karsten Brensing & Nikolai Renger für „Wie Tiere denken und fühlen“ (Sachbuch), Loewe Verlag